# (31824) Élatos
(31824) Élatos, désignation internationale (31824) Elatus et provisoirement appelé 1999 UG5, est un centaure. Il fut découvert le 29 octobre 1999 par le Catalina Sky Survey.

## Orbite
C'est un astéroïde kronocroiseur (son orbite croise celle de Saturne).

## Étymologie
Il porte le nom d'Élatos, un centaure de la mythologie grecque.